# Disney Theatrical Productions
Disney Theatrical Productions Limited (DTP), také známá jako Disney na Broadwayi, je vlajkovou lodí divadelní a hudební produkční společnosti Disney Theatrical Group, dceřinou společností The Walt Disney Studios, hlavní obchodní jednotky společnosti The Walt Disney Company.
Společnost byla založena v roce 1993 výkonným viceprezidentem společnosti Walt Disney Entertainment Ronem Loganem jako Walt Disney Theatrical. Divize získala pověst v oboru za vytváření profesionálních a populárních (jak kriticky, tak finančně) výkonů, počínaje hrou Kráska a zvíře v 19. dubnu 1994.